# ماوریس بانیان

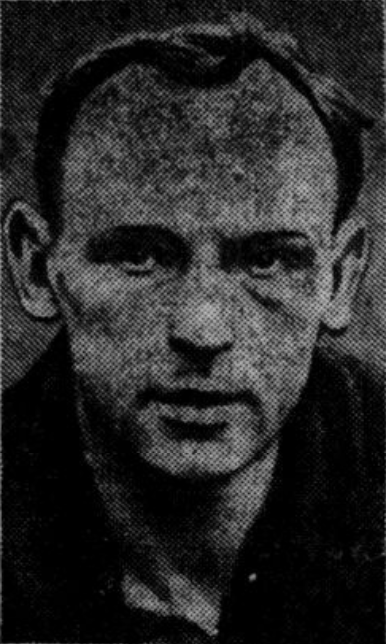
ماوریس بانیان - ۱۹۲۷

ماوریس بانیان (انگلیسی: Maurice Bunyan؛ ۱۴ اکتبر ۱۸۹۴ – ) بازیکن فوتبال بود.